# Safety Integrity Level
Safety Integrity Level, afgekort SIL, is een normatieve methode voor de beoordeling van elektrische, elektronische en programmeerbare elektronische (E/E/PE) systemen met betrekking tot de betrouwbaarheid en veiligheid van de procesvoortgang.
SIL is een onderdeel van de normeringen IEC 61508, IEC 61511 en IEC 62061. De IEC 61511 is afgeleid van de IEC 61508 en bedoeld voor de procesindustrie. De IEC 62061 is speciaal voor de machinebouw. In tegenstelling tot de beide andere normen gaat deze niet verder dan SIL3, de rest van het artikel is dan ook maar ten dele van toepassing op de IEC62061. Deze normeringen bepalen dat processen systematisch beoordeeld moeten worden, zodat duidelijk wordt wat de kans op een gevaarlijk falen is, en wat de gevolgen daarvan kunnen zijn. Denk bij gevolgen bijvoorbeeld aan verwonding of overlijden van medewerkers, passagiers of bezoekers. Deze classificatie wordt gewoonlijk toegepast op arbeidsveiligheid, procesveiligheid, milieuveiligheid en soms ook voor financiële veiligheid.
Theoretisch kunnen kans en gevolgen met elkaar vermenigvuldigd worden. De uitkomst is dan de gemiddeld te verwachten schade.
In praktijk is deze rekensom niet te maken, omdat het ethisch vaak onwenselijk is om de gevolgen in geld of andere cijfers uit te drukken. Ook kan een rekensom gemakkelijk een veel te grote nauwkeurigheid suggereren. Daarom wordt een classificatie gebruikt.
Op basis van deze classificatie wordt normatief afgeleid wat de kans op falen mag zijn. Die getolereerde kans op falen is dan een van de vier safety integrity levels. Daarnaast wordt onderscheid gemaakt tussen systemen die minder dan eenmaal per jaar, eenmaal per jaar, vaker dan eenmaal per jaar of doorlopend gebruikt worden.
| SIL | Systemen die minder dan eenmaal per jaar gebruikt worden: gemiddelde kans op een falen per gebruik | Systemen die minder dan eenmaal per jaar gebruikt worden: gemiddelde kans op een falen per gebruik | Systemen die minder dan eenmaal per jaar gebruikt worden: gemiddelde kans op een falen per gebruik | Systemen eenmaal per jaar of vaker, of doorlopend gebruikt worden: kans op een gevaarlijk falen per uur |
| --- | -------------------------------------------------------------------------------------------------- | -------------------------------------------------------------------------------------------------- | -------------------------------------------------------------------------------------------------- | --- |
| 1   | ≥ 1 % tot < 10 %                                                                                   | ofwel                                                                                              | ≥ 10−2 tot < 10−1                                                                                  | ≥ 10−6 tot < 10−5                                                                                       |
| 2   | ≥ 0,1 % tot < 1 %                                                                                  | ofwel                                                                                              | ≥ 10−3 tot < 10−2                                                                                  | ≥ 10−7 tot < 10−6                                                                                       |
| 3   | ≥ 0,01 % tot < 0,1 %                                                                               | ofwel                                                                                              | ≥ 10−4 tot < 10−3                                                                                  | ≥ 10−8 tot < 10−7                                                                                       |
| 4   | < 0,01 %                                                                                           | ofwel                                                                                              | < 10−4                                                                                             | < 10−8                                                                                                  |

Om het voorgeschreven SIL te halen moet een integrale analyse gemaakt worden van wat kan falen, en van de kans op dat falen. Dat leidt tot onderbouwde en specifieke eisen aan apparatuur (hardware) en programmatuur (software) en procesmanagement. Zoveel mogelijk onderdelen van de apparatuur moeten bijvoorbeeld faalveilig uitgevoerd worden, wat betekent dat bij een falen geen onveilige situatie ontstaat. Consequentie daarvan is vaak dat het falen van een onderdeel leidt tot het stoppen van een proces. Daarom is het al snel nodig om apparatuur redundant (dus meervoudig) uit te voeren. Voorbeelden van maatregelen om betrouwbare programmatuur te ontwikkelen zijn het strikt hanteren van ontwerp-, ontwikkel- en testprocedures.
Het op de markt brengen en implementeren van dergelijke systemen is aan strenge regelgeving onderworpen. Er is een certificering vereist, en om die te krijgen is het nodig om te verifiëren of het geheel van de regeling voldoet aan het gestelde van de classificatie. Het betreft dan een verificatie van het geheel: de apparatuur, de programmatuur, de besturing, enzovoorts.
IEC 61508 en gerelateerde functionele veiligheidsnormen vereisen geen certificering, maar vereisen aantoonbare naleving van de functionele veiligheidseisen binnen de normen.   